# Hustota zalidnění

Hustota zalidnění států světa v roce 2006

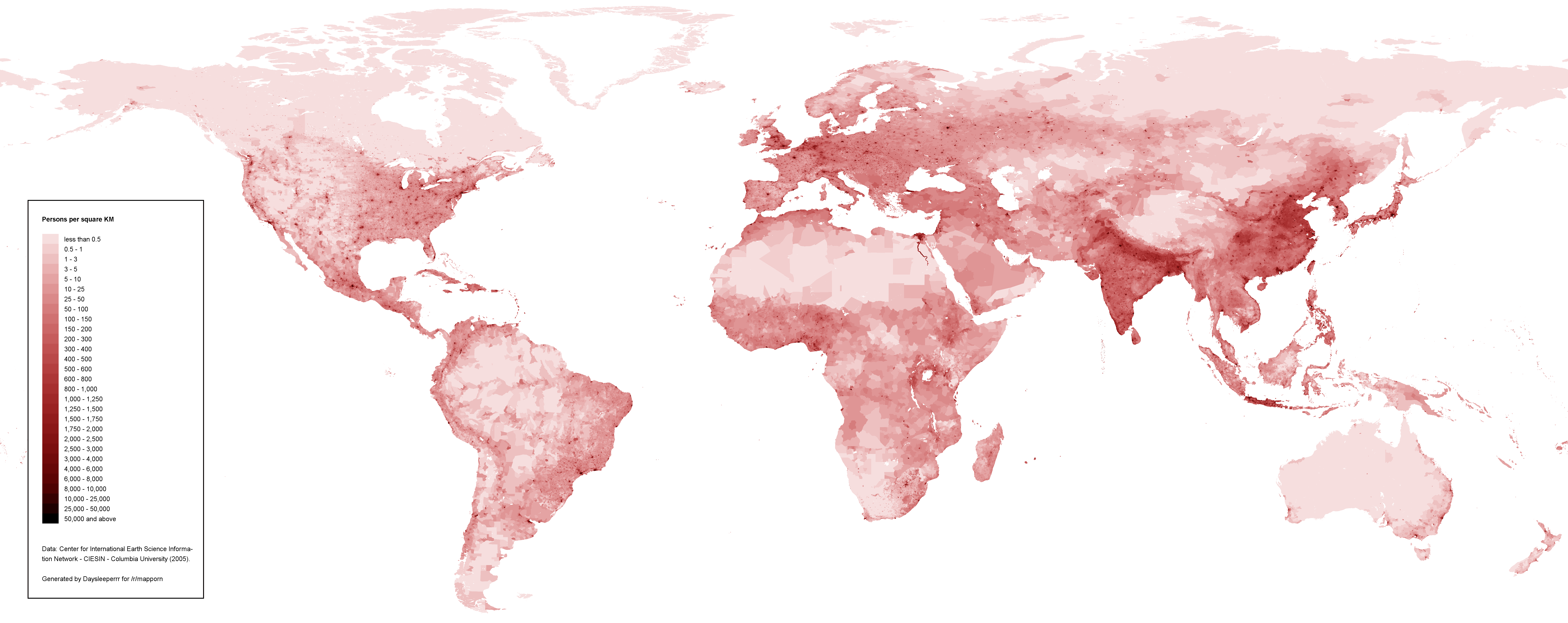
Hustota zalidnění světa, 2005

Hustota zalidnění je údaj, který se běžně uvádí u států či jiných území a charakterizuje jejich průměrnou míru osídlenosti lidmi. Počítá se jako podíl počtu obyvatel a plochy (rozlohy) daného území, obvyklou jednotkou je tedy počet obyvatel na jednotku plochy.
Někdy se nahrazuje pojmem lidnatost, který ale může znamenat také absolutní počet obyvatel (jako „lidnaté“ se zpravidla označují země s velkým počtem obyvatel, bez ohledu na hustotu zalidnění).
Pokud hodnotíme populace jiných organismů než lidí, pak je používán termín populační hustota (určitého druhu).

## Jednotky
Jednotka, přesněji řečeno jmenovatel jednotky hustoty zalidnění se odvíjí od používaného systému délkových měr. V metrické soustavě tak jde o počet obyvatel na kilometr čtvereční, zatímco např. v kontextu imperiálních jednotek se používá počet obyvatel na čtvereční míli. Hodnota hustoty zalidnění uvedená v obyv./míle² je asi 2,6krát vyšší než stejná hustota v obyv./km².
U prakticky liduprázdných území s hustotou výrazně nižší než 1 obyvatel na jednotku plochy může být názornější vyjadřovat míru zalidnění obráceně, tj. počtem plošných jednotek na 1 obyvatele. Např. v Antarktidě při sezónně nejvyšší obsazenosti vědeckých stanic (okolo 5000 pracovníků) připadá na každého člověka asi 2 840 km² (více než rozloha Lucemburska).

## Příklady

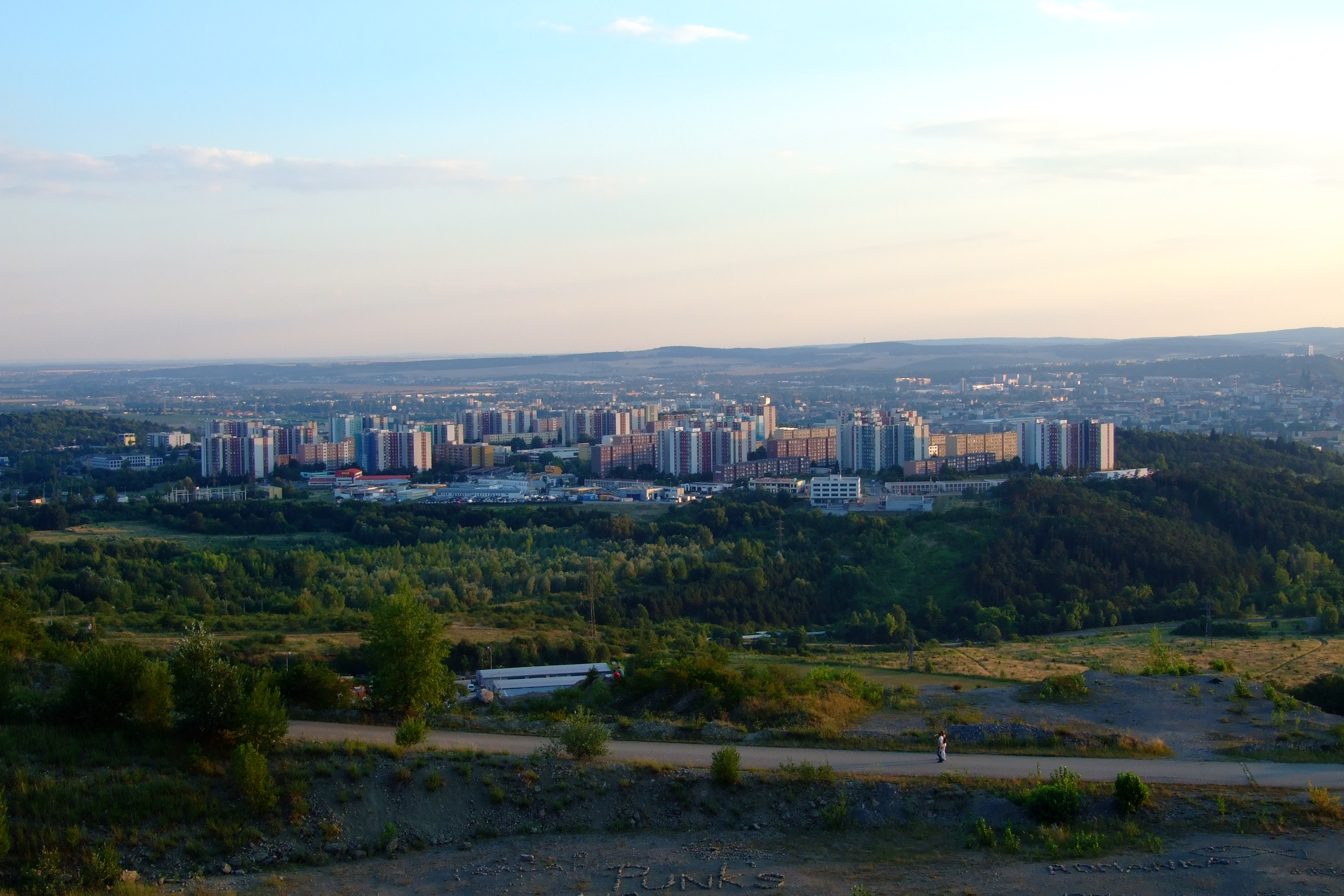
Brněnské sídliště Vinohrady mělo k 1.1.2019 hustotu obyvatel 6165,8 na km^{2}.

- Brněnské sídliště Vinohrady mělo k 1.1.2019 hustotu obyvatel 6165,8 na km2.Praha má průměrnou hustotu zalidnění 2 691,7 obyvatel / km².
- Česko má průměrnou hustotu zalidnění 136 obyvatel / km².
- planeta Země jako celek dosahuje hodnoty 13 obyvatel / km² (desetinové hodnoty oproti ČR)
  - pokud bychom zvažovali pouze plochu souše, pak dosahuje hustota zalidnění světa hodnoty 44 obyvatel / km² (přibližně stejně jako Afghánistán)

Medián hustoty zalidnění, ve kterém lidé ve světě žijí, je 262 obyvatel / km².

### Rekordy
Na úrovni států jsou nejvyšší hodnoty hustoty zalidnění typické pro hustě zastavěná území městských ministátů (z nezávislých států dosahuje nejvyšší hodnoty Monako, kde činí hustota asi 18 700 obyvatel / km²). Ze standardně velkých států má největší hustotu zalidnění Bangladéš (1 095). Vzhledem ke své obrovské rozloze je velmi hustě zalidněná také Indie (průměrně přes 380 obyv. na km², tedy více než např. Belgie).
Nejnižší hodnoty jsou typické pro rozlehlé státy tvořené z velké části pro člověka nehostinnými územími (poušť, polopoušť, mrazová pustina). V rámci nezávislých států dosahuje nejnižší hodnoty Mongolsko (1,7 obyvatel / km²), ze závislých území pak Grónsko (0,026 obyvatel / km²). V Evropě má nejnižší hustotu zalidnění Island (asi 3 obyv. na km²). I některá drobná ostrovní území však mají velmi nízkou hustotu zalidnění (např. Niue, Vánoční ostrov, Vanuatu).
V globálním měřítku jsou nejhustěji osídlené některé části východní, jižní a jihovýchodní Asie a středozápadní Evropa. Mnohé části rozvojového světa se potýkají s přelidněním. Naopak subsaharská Afrika, Nový svět a Austrálie mají i přes dostatek úrodné zemědělské půdy poměrně nízkou hustotu zalidnění, což je dáno historickými a civilizačními faktory.

## Specifické varianty
Obecná hustota zalidnění je pro naprostou jednoduchost výpočtu široce používanou veličinou, avšak její vypovídací hodnota je velmi omezená, hlavně u plošně rozsáhlých území s rozličnými krajinnými typy. Například hustota zalidnění Čínské lidové republiky činí asi 146 obyvatel na km², což je přibližně podobná hodnota s Českem (136), ale nijak nereflektuje skutečnost, že rozmístění obyvatel v Číně je zcela nerovnoměrné a zatímco na východě dosahuje hustota zalidnění stovek až tisíců obyvatel na km², jihozápad nebo severní pohraničí jsou téměř liduprázdné. Podobně Kanada s průměrnou hustotou 3,5 obyv./km² působí jako pustina (i nejřidčeji obydlené české okresy mají 10× vyšší míru zalidnění), ale nejjižnější oblasti okolo Velkých jezer mají hustotu zalidnění podobnou středoevropským poměrům.
Proto byly odvozeny další metody výpočtu, které se snaží poskytnout výstižnější informaci o míře zalidnění určitých území. Obvykle vymezují typ plochy území (zemědělská půda, orná půda, zastavěná plocha), k níž je počet obyvatel vztažen, a případně i vybírají jen definovanou skupinu obyvatel.

### Příklady
- Fyziologická hustota: celková populace / plocha orné půdy.
- Zemědělská hustota: zemědělská populace / plocha zemědělské půdy.
- Rezidenční hustota: městská populace / plocha obytné zástavby ve městě.
- Urbánní hustota: městská populace / rozloha města
- Ekologické optimum: hustota zalidnění, která je únosná pro přírodní zdroje oblasti – závisí na konkrétních podmínkách

## Hustota zalidnění v Česku

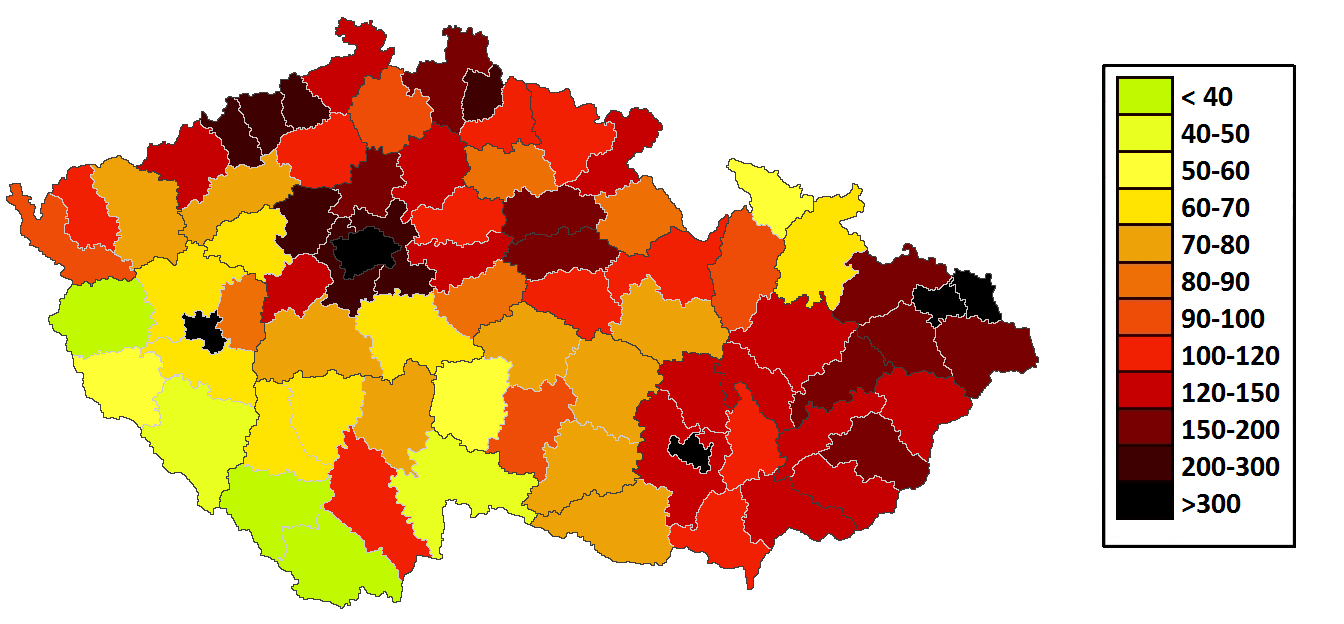
Hustota zalidnění okresů v Česku

V roce 2021 žilo v České republice v průměru 136 obyvatel na km². Podle krajů byla největší hustota obyvatel v Praze (2 691 obyvatel/km²) a Moravskoslezském kraji (220 obyvatel/km²), nejnižší zalidněnost byla v Jihočeském kraji (64 obyvatel/km²) a v Kraji Vysočina (75 obyvatel/km²). Z okresů byl nejhustěji osídlen okres Brno-město (1 648 obyvatel/km²) a okres Ostrava-město (941,4 obyvatel/km²). Nejřidčeji byly obydleny okresy Prachatice (36,5 obyvatel/km²) a Český Krumlov (37,2 obyvatel/km²). 
V Evropě jsou kromě Ruska nejřidčeji osídleny severské země. Ve Finsku žije v průměru 16 obyvatel/km². 